# George Auger

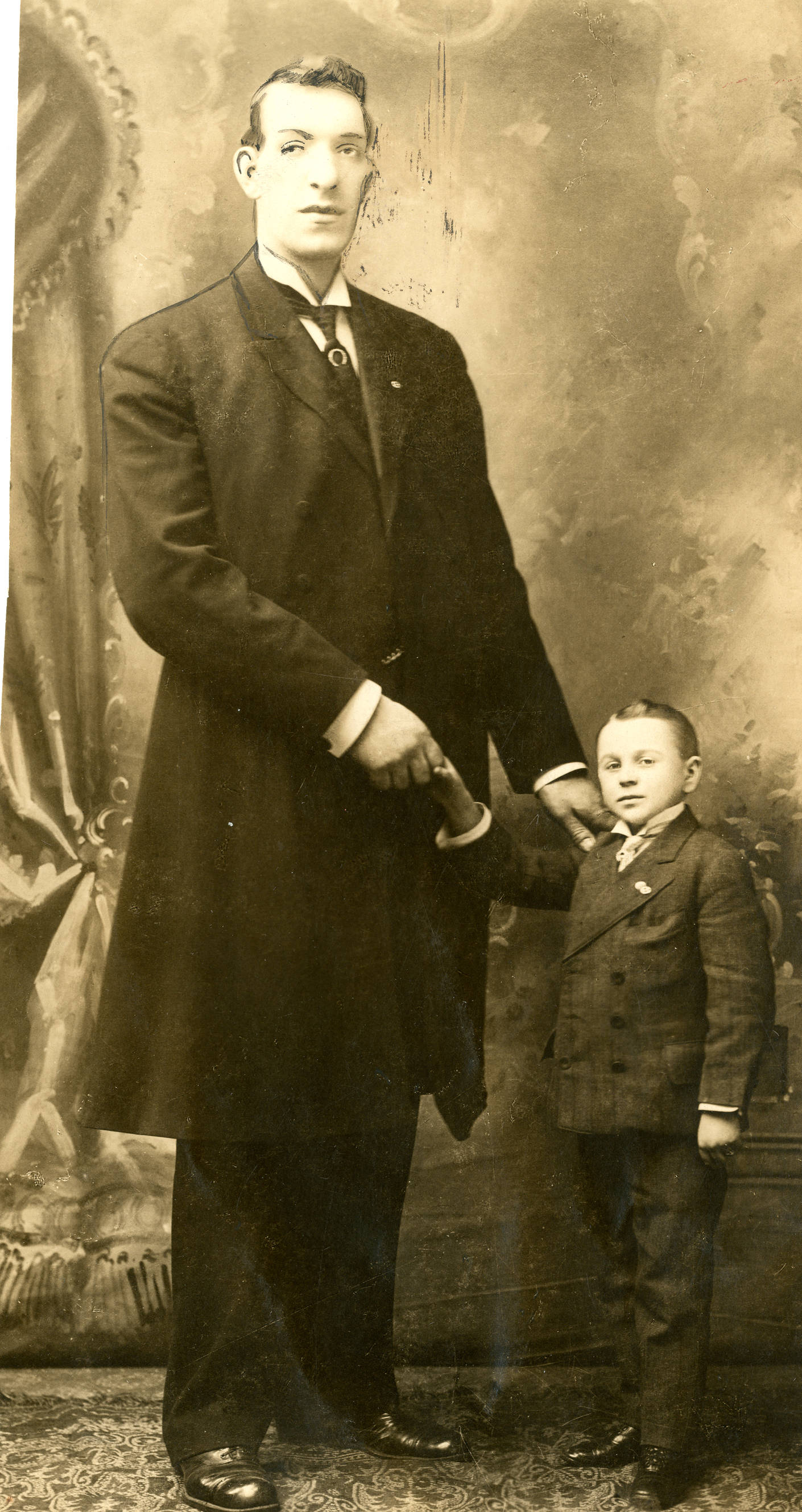
(V.l.n.r) George Auger en Ernest Rommel

George Auger (William Henry Auger) (Cardiff, 27 december 1881-  Manhattan, 30 november 1922) was de langste man van Wales en stond ook wel bekend als de Cardiff Giant. Hij kreeg een lichaamslengte van 226,1 cm.  

## Biografie
Als peuter ging hij naar Londen. Nadat hij gelogen had over zijn leeftijd ging hij op 12-jarige leeftijd bij het Britse leger. Hij was toen 172 cm lang. Hij loog een paar jaar later opnieuw over zijn leeftijd om bij de Great Western Railways in Paddington te komen. Hij was 15 maar zei dat hij 19 was. Auger werd daar politieagent en kreeg de titel ´captain´ van koningin Victoria als hij haar bodyguard werd. Daar stemde hij mee in. Hij nam ontslag in 1899, 17 jaar oud en 223 cm lang.
Zijn carrière begon in 1900 bij het Barnum and Bailey circus als grote man. Hij wou na een tijdje naar de Verenigde staten om zich daar aan te sluiten bij een ander toneelgezelschap omdat hij verlangde naar nieuw publiek. Dus ging hij in maart 1904 met de SS la Bretagne vanuit Le Havre naar New York. Hij verwierf veel faam in Amerika en werd een echte bekendheid. In 1907 richtte hij zijn eigen show op hij maakte zichzelf de hoofdact in Jack the Giant Killer. In 1908 ging hij met zijn show naar Liverpool. Hij werd in 1917 een Amerikaans burger en ging een jaar later het circus weer in. Auger wou in 1922 het circus omruilen voor Hollywood toen het noodlot hem trof. Hij was gecast in de film Why Worry als de gigantische colosso samen met Harold Lloyd. Maar na een Thanksgiving-maaltijd bij vrienden bij wie hij logeerde, stierf Auger aan een ernstige verstopping.